# Gütenbach
Gütenbach is een plaats in de Duitse deelstaat Baden-Württemberg, en maakt deel uit van het Schwarzwald-Baar-Kreis.
Gütenbach telt 1.143 inwoners.

## Faller
In Gütenbach bevindt zich de fabriek van de beroemde firma Faller, een grote producent van kleine huisjes voor op de modelbaan. Jarenlang was Faller de grootste werkgever van het dorp en de omgeving (onder andere Simonswald en Furtwangen). Samen met de modeltreinenmaker Märklin behoort Faller tot de top van de modeltreinen-markt. In Gütenbach kan men onder andere het Faller-museum bezoeken.
Ook Hanhart is er gevestigd, enorm bekend voor zijn geproduceerde chronografen en andere precisie toestellen gebruikt in o.a. de luchtvaart. 

## Galerij

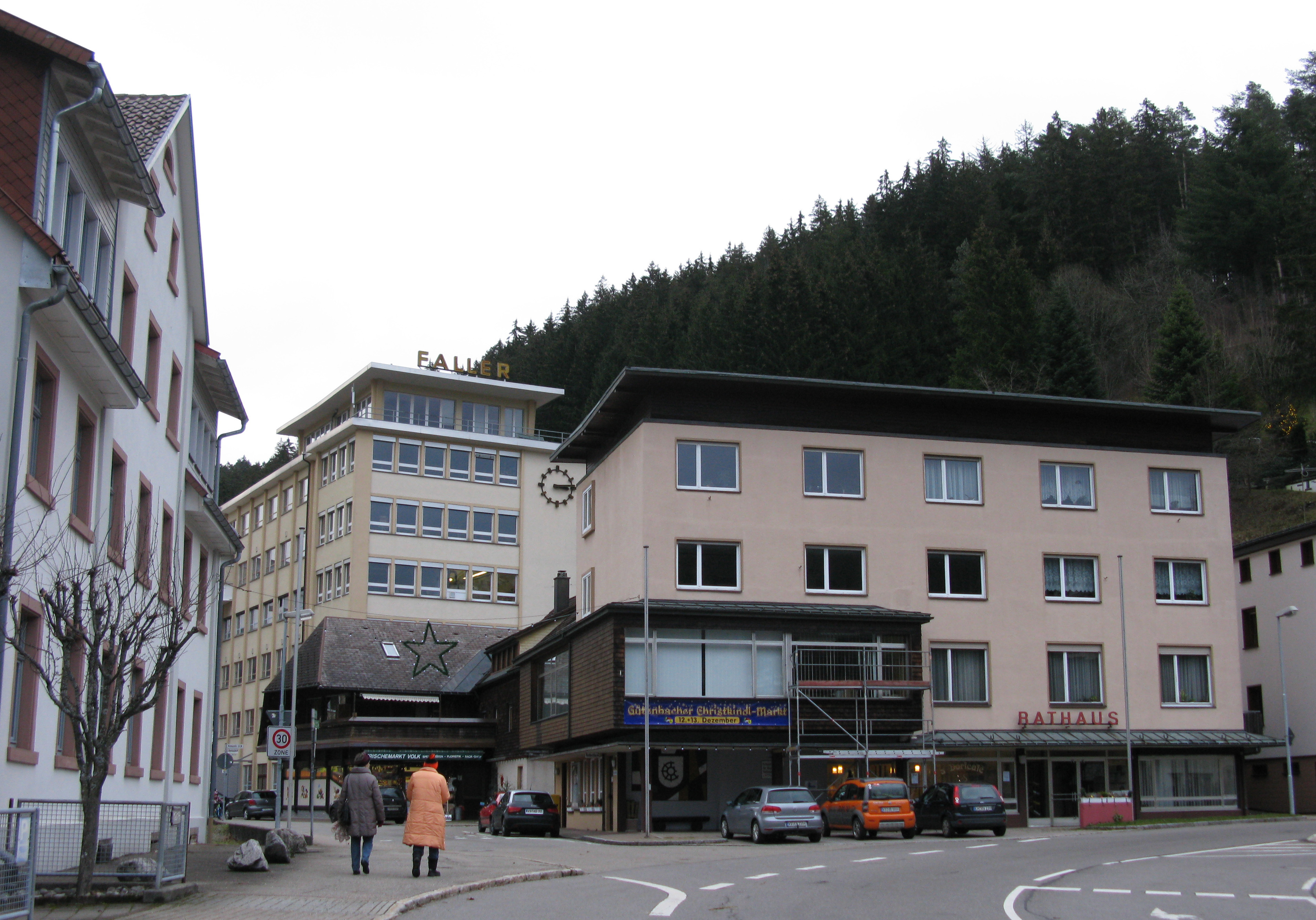
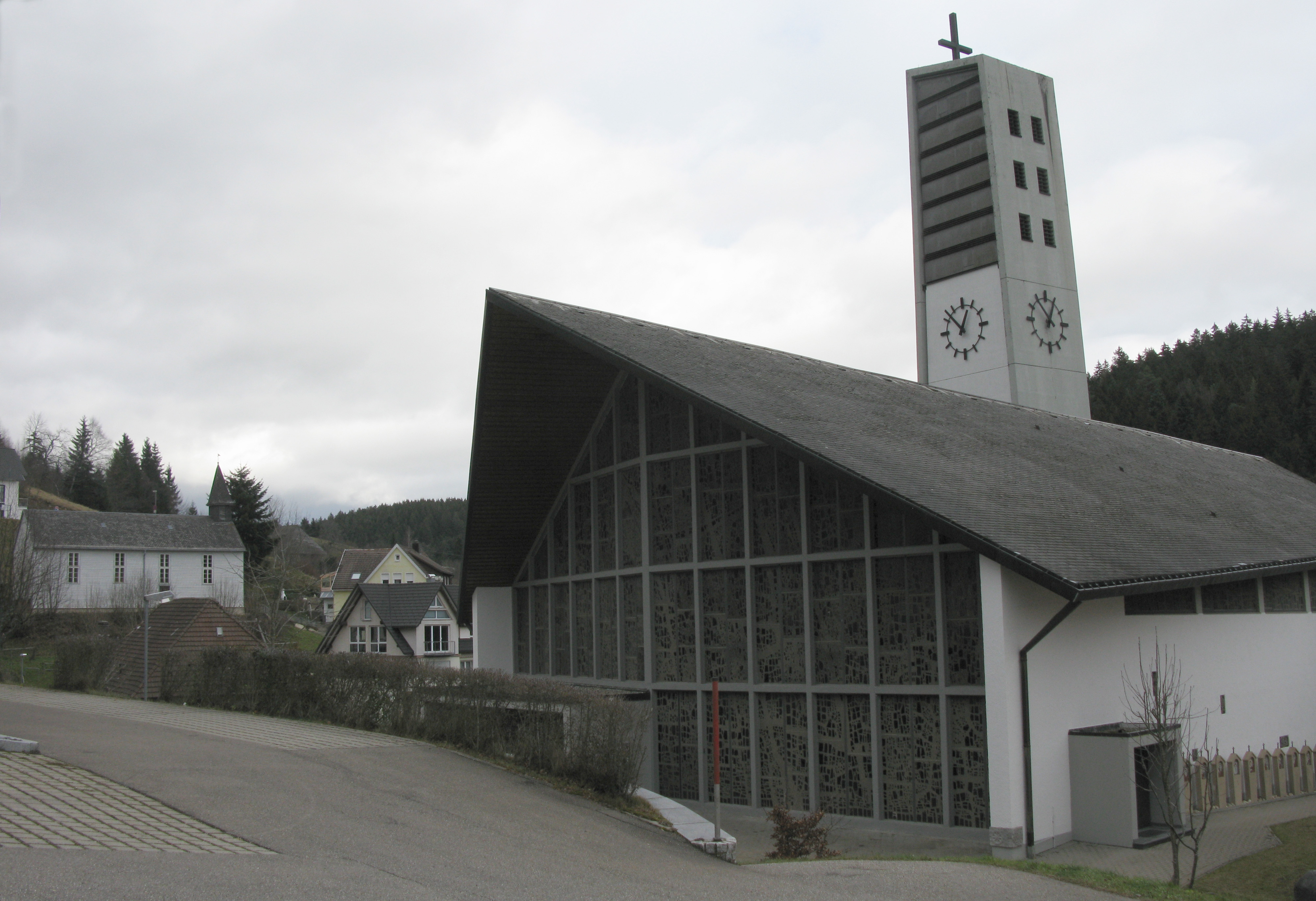
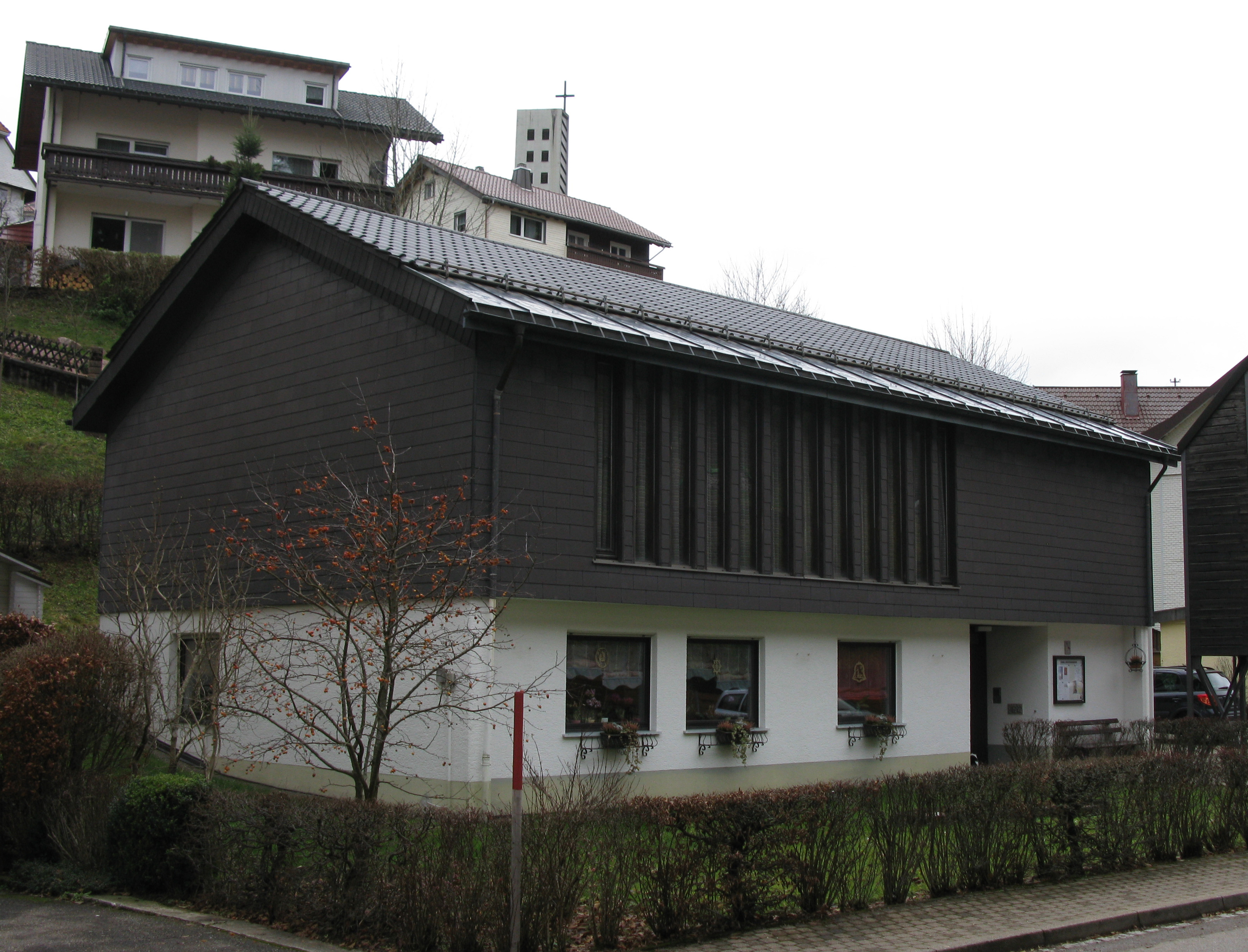
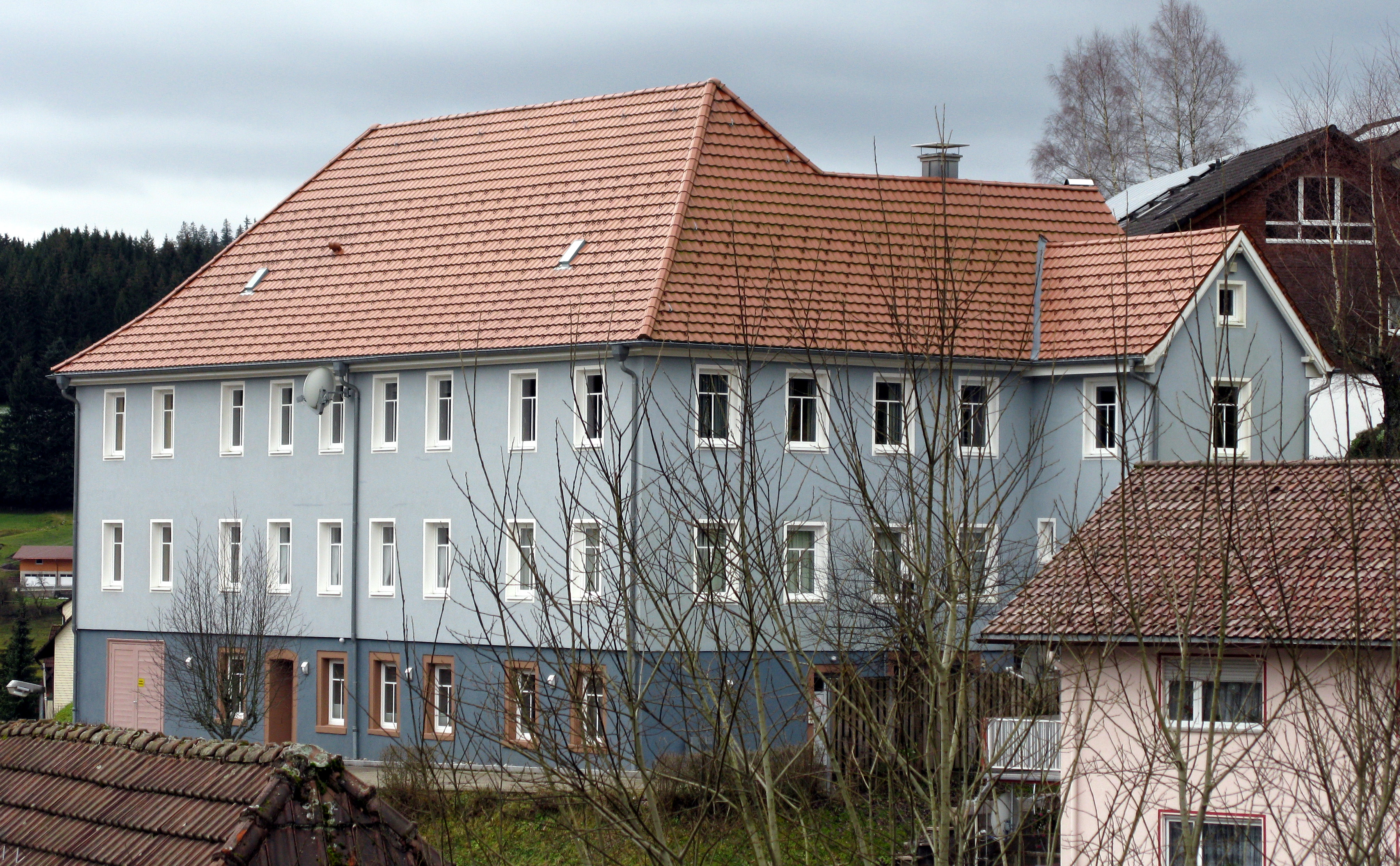
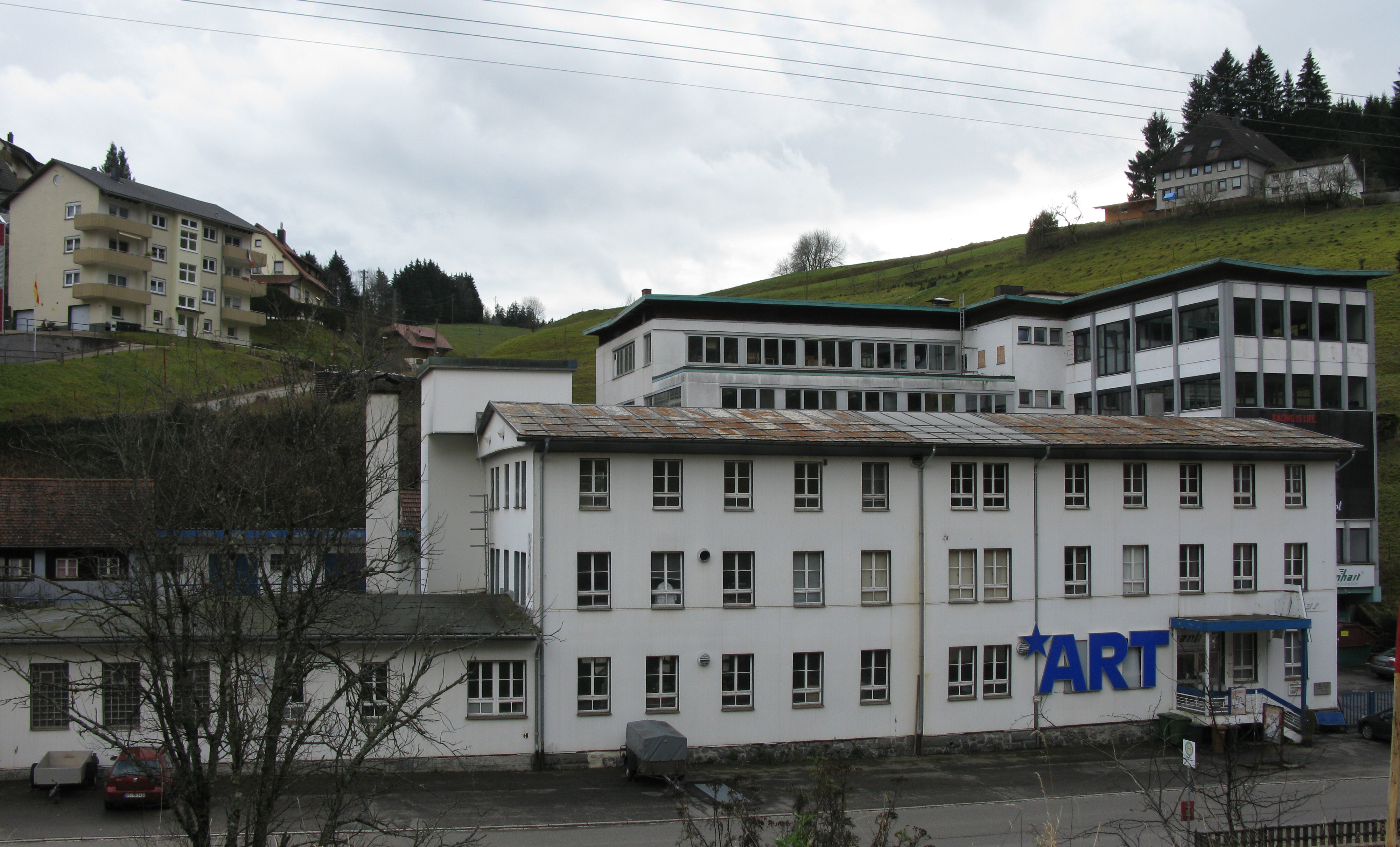
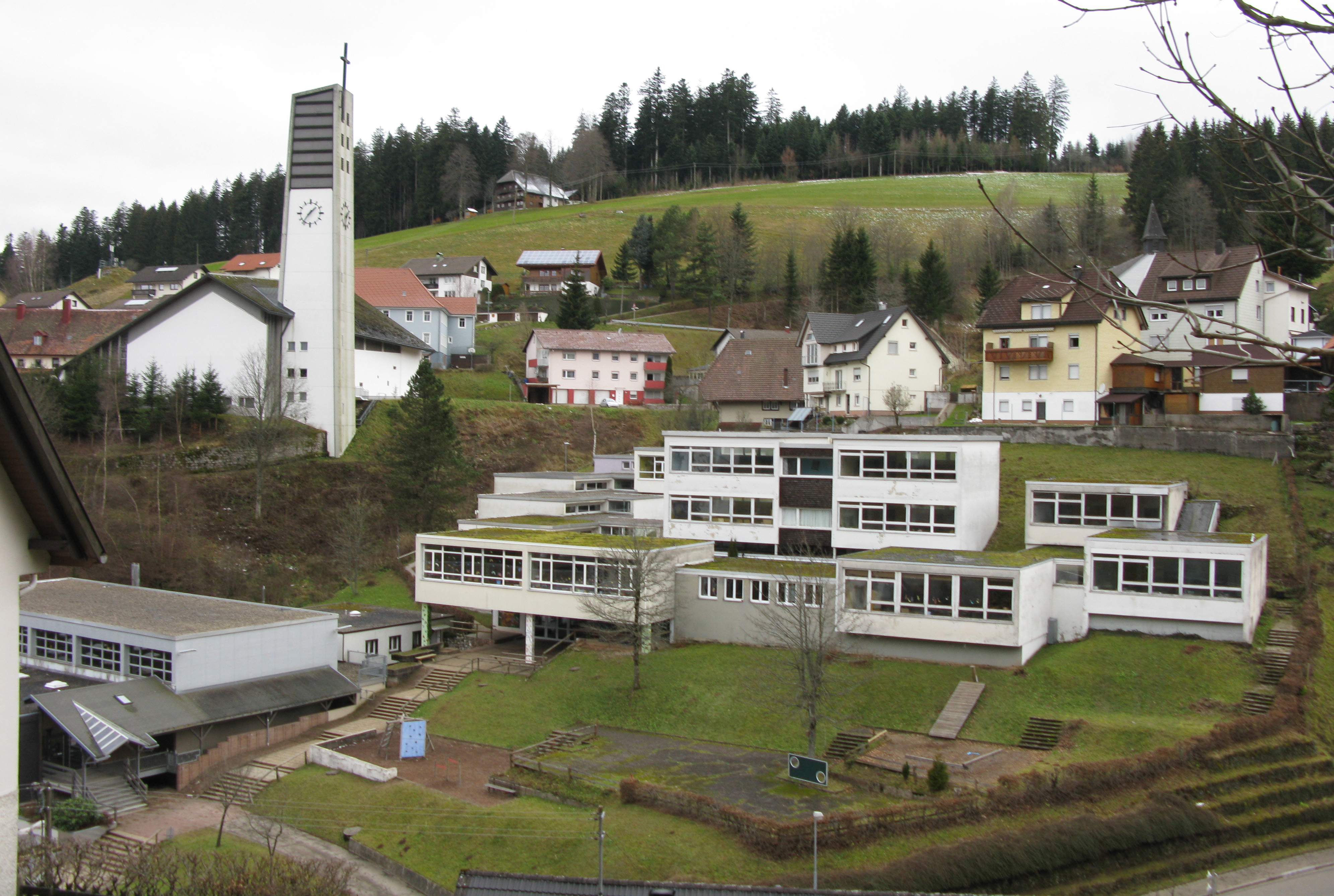

Bad Dürrheim ·
Blumberg ·
Bräunlingen ·
Brigachtal ·
Dauchingen ·
Donaueschingen ·
Furtwangen im Schwarzwald ·
Gütenbach ·
Hüfingen ·
Königsfeld im Schwarzwald ·
Mönchweiler ·
Niedereschach ·
Schonach im Schwarzwald ·
Schönwald im Schwarzwald ·
St. Georgen im Schwarzwald ·
Triberg im Schwarzwald ·
Tuningen ·
Unterkirnach ·
Villingen-Schwenningen ·
Vöhrenbach